# Just Dance 2026 Edition
Just Dance 2026 Edition é um futuro jogo de ritmo desenvolvido e publicado pela Ubisoft. Em 17 de julho de 2025, foi vazado acidentalmente por engano, no quadro de avisos do Nintendo Switch na região do Japão, sem anúncio oficial da Ubisoft. O título é a décima sétima parcela da série Just Dance e o quarto pacote anual de músicas após seus antecessores Just Dance 2023 Edition, Just Dance 2024 Edition e Just Dance 2025 Edition. O videogame será lançado em 14 de outubro de 2025 para Nintendo Switch, Nintendo Switch 2, PlayStation 5 e Xbox Series X/S.

## Jogabilidade
Assim como nas edições anteriores da franquia, os jogadores devem imitar a coreografia do treinador na tela ao som de uma música escolhida usando o aplicativo para smartphone associado ao jogo (jogadores de Nintendo Switch têm a opção de usar os controles Joy-Con do console). Um novo modo chamado "Co-op Party Mode" foi anunciado como uma adição ao próximo jogo de ritmo.

## Trilha sonora
As músicas foram anunciadas oficialmente durante a Nintendo Direct de 2025 no dia 31 de julho de 2025. A trilha sonora contará com 40 novas músicas disponíveis no jogo base, que serão incorporadas assim que o jogo for adquirido:
| Canção         | Artista           | Ano  |
| -------------- | ----------------- | ---- |
| All Star       | Smash Mouth       | 1999 |
| APT.           | ROSÉ & Bruno Mars | 2024 |
| Counting Stars | OneRepublic       | 2013 |
| Houdini        | Dua Lipa          | 2023 |
| Hung Up        | Madonna           | 2005 |

## Just Dance+
Just Dance+ é um serviço de streaming pago que dá acesso a um catálogo cada vez maior com acesso a músicas de edições anteriores, novas músicas ao longo do ano e vantagens exclusivas a cada temporada. Para acessar o serviço, você precisa possuir pelo menos uma das edições do Just Dance 2023 Edition em diante.